# Scat (jazz)

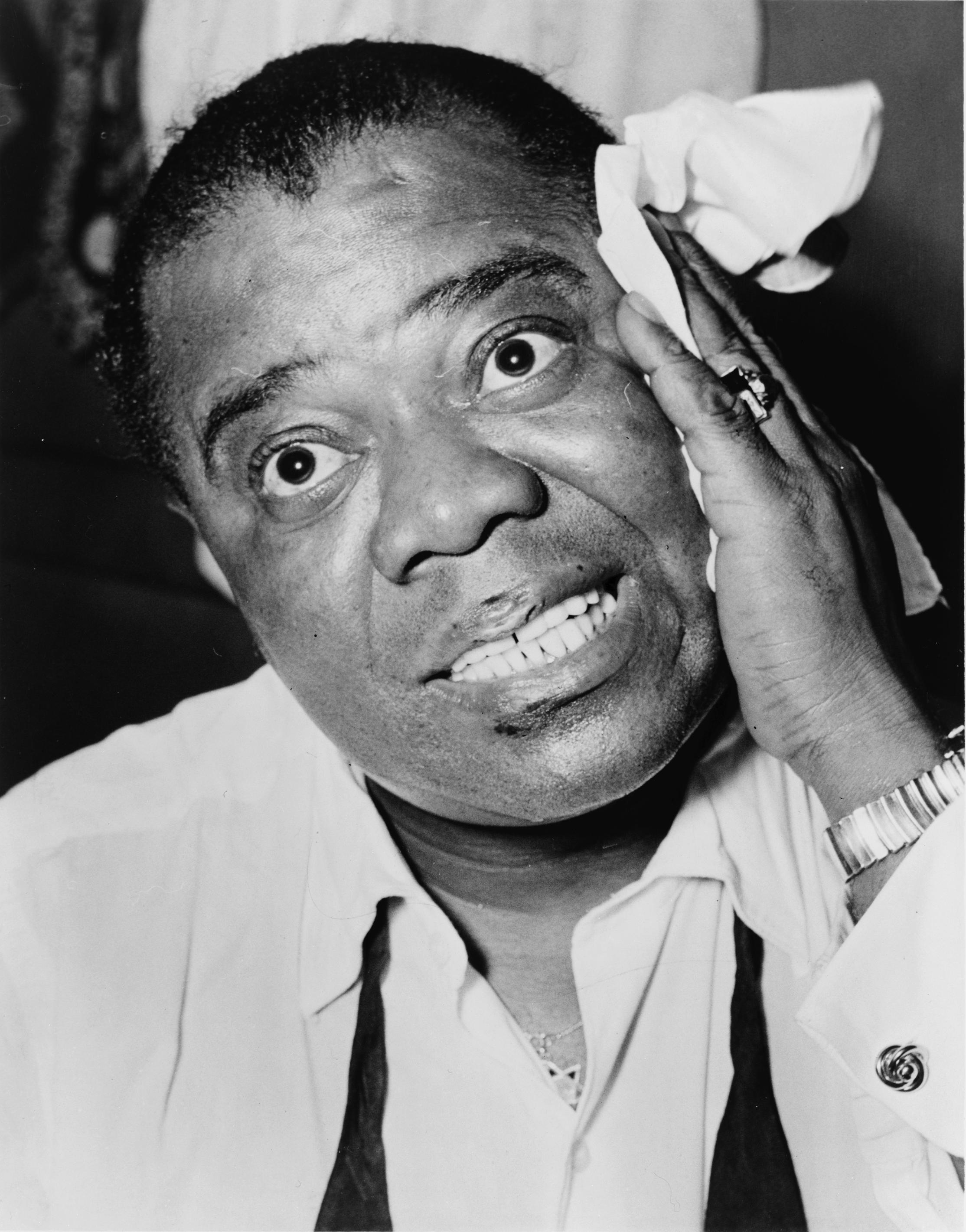
Louis Armstrong was een bekende scatzanger.

Scat is een vocale improvisatie in de jazz.

## Omschrijving
Scatten is het zingen van woorden zonder betekenis.  "Doohdah", "Be-bop", "Doo-wee" en "Bam" zijn klanken die in vaak snel opeenvolgende ritmes elkaar opvolgen. Scatten wordt door sommige (jazz-)gitaristen gebruikt tijdens solo's. De gitarist scat dan de noten mee die hij speelt op zijn gitaar, een bekend voorbeeld daarvan is gitarist George Benson.

## Geschiedenis
Een vroege opname van scat is die van Louis Armstrong uit 1926, Heebie Jeebies. Volgens de overlevering zou zijn bladmuziek op de grond zijn gevallen tijdens een live-sessie en begon hij daarom ter plekke klanken te improviseren. Hij zou zelfs de uitvinder van het scatten zijn. Het waarheidsgehalte van dit verhaal is echter onzeker.

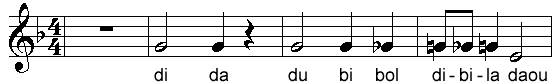
Fragment muzieknotatie van Louis Armstrongs Heebie Jeebies (1926) met scat

Ook Cab Calloway is een scatzanger met zijn 'hi-di-ho'. Ella Fitzgerald was een zangeres wier stem zich uitstekend leende voor scatzang en die bekendstond om haar vele improvisaties tijdens haar optredens.
In de jaren negentig van de 20e eeuw had Scatman John veel succes met zijn scatmuziek.